# SM Town Live 2023: SMCU Palace at Kwangya
SM Town Live 2023: SMCU Palace at Kwangya (cách điệu là SMTOWN LIVE 2023: SMCU PALACE @ KWANGYA) là buổi hòa nhạc online trực tiếp do SM Entertainment phát sóng vào ngày 1 tháng 1 năm 2023. Giống như các buổi hòa nhạc trước, buổi hòa nhạc này được phát sóng trên các nền tảng trực tuyến trên toàn cầu, trong đó có Việt Nam.

## Bối cảnh
Ngày 26 tháng 12 năm 2022, SM Entertainment đã chính thức cho ra mắt album mùa đông 2022 Winter SM Town: SMCU Palace, đồng thời còn thông báo rằng buổi hòa nhạc sẽ được phát sóng miễn phí trên các nền tảng trực tuyến vào ngày 1 tháng 1 năm 2023. Dàn nghệ sĩ tham gia buổi hòa nhạc đã được công ty chủ quản xác nhận, trong đó có sự trở lại của nhóm nhạc dự án Got the Beat. Nhóm nhạc này cho ra mắt EP đầu tay có tựa đề là Stamp On It vào ngày 16 tháng 1 năm 2023.

## Nghệ sĩ tham gia
- Kangta
- BoA
- TVXQ
- Super Junior
- Girls' Generation (Taeyeon và Hyoyeon)
- Shinee (Onew, Key, và Minho)
- EXO (Suho, Xiumin, Chen, Chanyeol, D.O., Kai, và Sehun)
- Red Velvet
- NCT (NCT U, NCT 127, NCT Dream, và WayV)
- aespa
- Got the Beat
- ScreaM Records (DJ Hyo, Raiden, Ginjo, Mar Vista, Imlay, và Johnny)

## Danh sách ca khúc
| STT | Nhan đề                                                                                          | Phổ lời                                                                            | Phổ nhạc | Phối khí                                                                                         | Thời lượng |
| --- | ------------------------------------------------------------------------------------------------ | ---------------------------------------------------------------------------------- | --- | ------------------------------------------------------------------------------------------------ | ---------- |
| 1.  | "The Cure" (Kangta, BoA, Yunho, Leeteuk, Taeyeon, Onew, Suho, Irene, Taeyong, Mark, Kun, Karina) | Hwang Yoo-bin Taeyong Mark                                                         | David Zandén Eirik Røland Jacob Alm Pär Löfqvist | Olof Peter Markensten David Zandén Jacob Alm Joel Eriksson Pär Löfqvist                          | 3:40       |
| 2.  | "Beatbox + Hot Sauce" (NCT Dream)                                                                | Jeong Ha-ri (Joombas) Moon Yeo-reum Jo Yoon-kyung                                  | Brice Fox Emily Kim Jurek Reunamaki Michael Jade Martin Wave Tinashe Sibanda Philip Kembo Rosina "Soaky Siren" Russell John Mitchell Ninos Hanna Yoo Young-jin | Brice Fox Emily Kim IMLAY Jurek Reunamaki Michael Jade Martin Wave Bantu Dr. Chaii Yoo Young-jin | 6:41       |
| 3.  | "Girls" (aespa)                                                                                  | Yoo Young-jin                                                                      | Ryan S. Jhun Hitmanic Rodnae "Chikk" Bell Pontus PJ Ljung Yoo Young-jin                                                                                        | Ryan S. Jhun Hitmanic Pontus "PJ" Ljung Yoo Young-jin                                            | 4:00       |
| 4.  | "Love Talk + Take Off" (WayV)                                                                    | Ebenezer Andrew McKinnon Nghiêm Vân Nông (Matthew Yen)                             | Ebenezer Andrew McKinnon LDN Noise Mike Daley Mitchell Owens Wilbart "Vedo" McCoy III Jeff Lewis                                                               | LDN Noise Mike Daley Mitchell Owens Hitchhiker Yoo Young-jin                                     | 7:46       |
| 5.  | "Cherry Bomb" (NCT 127)                                                                          | Taeyong Mark Deepflow Im Jung-hyo Oh Min-joo                                       | Dem Jointz Jennifer Decilveo Deez Jay & Rudy Rice N' Peas MZMC                                                                                                 | Dem Jointz Deez Yoo Young-jin                                                                    | 3:57       |
| 6.  | "Hot & Cold"                                                                                     | Choi Ji-yoon (153/Joombas)                                                         | G'harah "PK" Degeddingseze Carmen Reece Andre Merrit Steve Octave                                                                                              | PK Carmen Reece                                                                                  | 3:27       |
| 7.  | "Beautiful Christmas" (Red Velvet, aespa)                                                        | Kim Jae-won                                                                        | Justin Reinstein Alysa JJean | Alysa                                                                                            | 3:29       |
| 8.  | "Let's Love" (Suho)                                                                              | Noday Aisle Park Moon-chi SH2O                                                     | Aisle Park Moon-chi Noday | Park Moon-chi                                                                                    | 3:49       |
| 9.  | "Last Scene" (Chen)                                                                              | Honey Pot                                                                          | Honey Pot | Honey Pot                                                                                        | 4:22       |
| 10. | "Polaris" (Kangta, Ryeowook)                                                                     | Kangta                                                                             | Kangta | Kangta                                                                                           | 4:03       |
| 11. | "Happier" (Kangta, Yesung, Suho, Taeil, Renjun)                                                  | Kim Anna (PNP)                                                                     | Jake Torrey Andrea Rosario Alex Bilo Johnny Simpson | Johnny Simpson Alex Bilo                                                                         | 2:42       |
| 12. | "Time After Time" (BoA, Wendy, Ningning)                                                         | Jeon Ji-eun (Lalala studio)                                                        | Anne Judith Wik Ronny Svendsen Nermin Harambasic Sverre C. Sunde Andreas Estenstad Gabriel Brandes                                                             | Ronny Svendsen Sverre C. Sunde                                                                   | 3:02       |
| 13. | "Celebrate" (Super Junior)                                                                       | Kang Eun-jung                                                                      | Henrik Nordenback Christian Fast Gabriel Brandes | Henrik Nordenback                                                                                | 3:33       |
| 14. | "Candy" (NCT Dream)                                                                              | Jang Yong-jin                                                                      | Jang Yong-jin | Kenzie                                                                                           | 3:37       |
| 15. | "Priority" (Taeyeon, Changmin, Winter)                                                           | Park So-hyun (Jam Factory)                                                         | Lewis Jankel Kate Stewart Ryan Ashley Farrah Guenena | Shift K3Y                                                                                        | 3:34       |
| 16. | "Eyes on You" (Kangta)                                                                           | Jo Yoon-kyung                                                                      | Dem Jointz Ryan S. Jhun Park Min-soo Lee Ju-ho Jeon Myung-hoon                                                                                                 | Dem Jointz Ryan S. Jhun Jeon Myung-hoon                                                          | 3:14       |
| 17. | "Fly Away" (EXO-SC, Suho)                                                                        | Studio 519 Gaeko Sehun                                                             | Studio 519 Gaeko Sehun | Studio 519                                                                                       | 3:47       |
| 18. | "Rodeo Station" (EXO-SC)                                                                         | Boi B Chanyeol Gaeko Sehun                                                         | Sehun Kim Tae-san THAMA Padi | Padi Tae Kim                                                                                     | 3:41       |
| 19. | "Chase" (Minho)                                                                                  | Lee Yeon-ji                                                                        | Kimberly "Kaydence" Krysiuk Gemini Kwaca IMLAY | Childish Major Quintin "Q" Gulledge Larrance Dopson Swish IMLAY                                  | 3:26       |
| 20. | "The First Snow" (EXO)                                                                           | Kenzie                                                                             | Kim Jung-bae Kenzie | Kenzie                                                                                           | 3:27       |
| 21. | "Red Flavor + Queendom" (Red Velvet)                                                             | Kenzie Jo Yoon-kyung                                                               | Daniel Caesar (Caesar & Loui) Ludwig Lindell (Caesar & Loui) minGtion Anne Judith Wik Cazzi Opeia Ellen Berg                                                   | Caesar & Loui minGtion                                                                           | 6:13       |
| 22. | "Yours" (Chanyeol, Mark, Winter, Raiden)                                                         | Lee Ji-yeon Changmo JQ                                                             | Raiden Changmo Rob Adans Ben Samama | Raiden                                                                                           | 3:56       |
| 23. | "Brand New" (Xiumin)                                                                             | Kim Hye-jung                                                                       | Domdada Darius Logan Michael 'TruPopGod' Jiminez Yoo Young-jin                                                                                                 | Domdada Darius Logan Michael 'TruPopGod' Jiminez Yoo Young-jin                                   | 3:05       |
| 24. | "Dice" (Onew)                                                                                    | Kang Eun-jung                                                                      | Will Lobban-Bean Griffith Clawson Jesse Fink | Cook Classios Hitchhiker                                                                         | 3:07       |
| 25. | "Deep" (Hyoyeon)                                                                                 | Jo Yoon-kyung                                                                      | Sky Adams Ashton Nicole Casey Moonshine Cazzi Opeia Ellen Berg                                                                                                 | Sky Adams Ashton Nicole Casey Moonshine                                                          | 2:59       |
| 26. | "ZOO" (Taeyong, Hendery, Jeno, Yangyang, Giselle)                                                | Rick Bridges Taeyong Jeno Giselle                                                  | Keelah Jacobsen Cameron Joseph Rugg Ryan S. Jhun | Keelah Jacobsen Ryan S. Jhun                                                                     | 2:57       |
| 27. | "Danger" (Super Junior-D&E)                                                                      | Donghae J-dub                                                                      | Donghae J-dub | J-dub                                                                                            | 3:15       |
| 28. | "Black Suit + Sorry, Sorry + Mango" (Super Junior)                                               | Lee Seu-ran Jo Yoon-kyung Oh Min-joo Im Jung-hyo ESBEE Kang Eun-jung Yoo Young-jin | Martin Hedegaard Coach & Sendo Ryan S. Jhun Gustav Nyström Moa Pettersson Hammar Robin Stjernberg Yoo Young-jin                                                | Martin Hedegaard Coach & Sendo Ryan S. Jhun Gustav Nyström Yoo Young-jin                         | 10:32      |
| 29. | "Kick It + Sticker" (NCT 127)                                                                    | Wutan Rick Bridges danke (lalala Studio) Taeyong Mark Yoo Young-jin                | Dem Jointz Mayila Jones Rodnae "Chikk" Bell Deez Calixte Prince Chapelle Ryan S. Jhun Yoo Young-jin                                                            | Dem Jointz Deez Ryan S. Jhun Yoo Young-jin                                                       | 7:00       |
| 30. | "Gasoline" (Key)                                                                                 | Key Kenzie                                                                         | Kenzie Moonshine Keynon "KC" Moore Ninos Hanna | Kenzie Moonshine                                                                                 | 3:11       |
| 31. | "Illusion" (aespa)                                                                               | Lee Thor (lalala Studio)                                                           | G'harah "PK" Degeddingseze Patricia Battani | G'harah "PK" Degeddingseze Patricia Battani Steve Octave                                         | 3:15       |
| 32. | "Mmmh" (Kai)                                                                                     | Jane JUNNY                                                                         | Keelah Jacobsen Cameron Jai JUNNY Jane | Keelah Jacobsen Alawn                                                                            | 3:12       |
| 33. | "28 Reasons" (Seulgi)                                                                            | Jeon Ji-eun January 8th Jo Yoon-kyung Yoo Young-jin                                | Sean Kennedy Johan Fransson Henrik Goranson Kriz Yoo Young-jin                                                                                                 | Johan Fransson Henrik Goranson IMLAY Yoo Young-jin                                               | 3:09       |
| 34. | "INVU" (Taeyeon)                                                                                 | Jinli (Full8loom)                                                                  | Peter Wallevik Daniel Davidsen Rachel Furner Jess Morgan | PhD                                                                                              | 3:24       |
| 35. | "Feel My Rhythm" (Red Velvet)                                                                    | Seo Ji-eum                                                                         | Artiffect Andreas Öberg | Artiffect                                                                                        | 3:30       |
| 36. | "Forgive Me" (BoA)                                                                               | BoA                                                                                | Omega Jordan Reyes BoA Kriz Rosina "Soaky Siren" Russell Brooke Tomlinson                                                                                      | Omega Jordan Reyes                                                                               | 2:48       |
| 37. | "The 7th Sense" (NCT U)                                                                          | Jeon Ji-eun Hwang Seon-jeong Kim Jeong-mi Kim Dong-hyun Cho Jin-joo Taeyong Mark   | Timothy "BOS" Bullock Jeremy "Tay" Jasper Adrian McKinnon Sara Forsberg Michael Jiminez Leven Kali MZMC                                                        | Timothy "BOS" Bullock Jeremy "Tay" Jasper                                                        | 3:34       |
| 38. | "Maximum + The Chance of Love + Keep Your Head Down" (TVXQ)                                      | Yoo Young-jin                                                                      | Jihad Rahmouni Lorenzo Fragola Haris Alagic Yoo Young-jin Yoo Han-jin                                                                                          | Jihad Rahmouni Lorenzo Fragola Haris Alagic Yoo Young-jin Yoo Han-jin                            | 10:26      |
| 39. | "Better" (BoA)                                                                                   | Yoo Young-jin                                                                      | AWA Jay-Keyz Aston Rudi Yoo Young-jin | Yoo Young-jin                                                                                    | 3:20       |
| 40. | "Phantom" (WayV)                                                                                 | Phan Ngạn Đình (Pan Yanting)                                                       | JINBYJIN Karen Poole Sondre Nystrøm Farida Benounis Adrian McKinnon                                                                                            | JINBYJIN                                                                                         | 3:48       |
| 41. | "Universe (Let's Play Ball)" (NCT U)                                                             | Mark Kenzie                                                                        | Kenzie Dem Jointz Carlos Battey Ryan S. Jhun Breyan Isaac Wayne Hector SICKOTOY Marcel Botezan                                                                 | Kenzie Dem Jointz Breyan Isaac SICKOTOY Marcel Botezan                                           | 3:51       |
| 42. | "Glitch Mode" (NCT Dream)                                                                        | Yoo Jae-eun Mark                                                                   | Benjamin 55 Alony 55 Sam SZND | Benjamin 55 Alony 55                                                                             | 3:27       |
| 43. | "Next Level" (aespa)                                                                             | Yoo Young-jin                                                                      | Mario Marchetti Sophie Curtis Adam McInnis Yoo Young-jin | Mario Marchetti Adam McInnis Yoo Young-jin                                                       | 3:41       |
| 44. | "2 Baddies" (NCT 127)                                                                            | Sokodomo Haeil Xinsayne                                                            | Aron Wyme Louise Lindberg Tony Ferrari Parker James Cazzi Opeia Ellen Berg                                                                                     | Aron Wyme IMLAY                                                                                  | 3:49       |
| 45. | "Birthday" (Red Velvet)                                                                          | Kim Min-ji                                                                         | Ejae Kole Isaac Han Aaron Kim Ghostchild Ltd Loosen Door | Isaac Han Aaron Kim Ghostchild Ltd Loosen Door                                                   | 3:36       |
| 46. | "Baby Don't Stop" (Ten, Taeyong)                                                                 | danke (lalala Studio) Juno (Joombas) Taeyong                                       | Matt Schwartz Paul Harris Little Nikki Ryan S. Jhun Yoo Young-jin                                                                                              | Matt Schwartz Paul Harris Ryan S. Jhun Yoo Young-jin                                             | 3:09       |
| 47. | "Love Shot" (EXO)                                                                                | Chen Chanyeol Jo Yoon-kyung                                                        | Rice N' Peas Anthony Russo MZMC | Rice N' Peas                                                                                     | 3:20       |
| 48. | "Mr. Simple" (Super Junior)                                                                      | Yoo Young-jin                                                                      | Yoo Young-jin | Yoo Young-jin                                                                                    | 3:59       |
| 49. | "Mirotic" (TVXQ)                                                                                 | Yoo Young-jin                                                                      | Remee Lucas Secon Thomas Troelsen Yoo Young-jin | Yoo Young-jin                                                                                    | 3:28       |
| 50. | "Stamp On It + Step Back" (Got the Beat)                                                         | Yoo Young-jin                                                                      | Dem Jointz Taylor Parks Ryan S. Jhun Yoo Young-jin | Dem Jointz Ryan S. Jhun Yoo Young-jin                                                            | 7:36       |
| 51. | "Hope from KWANGYA" (SMTOWN)                                                                     | Kangta                                                                             | Kangta | Kenzie                                                                                           | 5:33       |

## Đơn vị phát sóng
| Quốc gia  | Đơn vị trực tuyến                             | Nguồn |
| --------- | --------------------------------------------- | ----- |
| Toàn cầu  | YouTube Beyond Live TikTok Instagram IdolPlus | [ 1 ] |
| Indonesia | RCTI+ Vision+ Vidio InsertLive Trans TV WeTV  | [ 1 ] |
| Nhật Bản  | KNTV                                          | [ 1 ] |
| Thái Lan  | TrueID TV                                     | [ 1 ] |
| Việt Nam  | VieON FPT Play Zing MP3 POPS                  | [ 1 ] |